# Églisolles
Églisolles is een gemeente in het Franse departement Puy-de-Dôme (regio Auvergne-Rhône-Alpes) en telt 236 inwoners (1999). De plaats maakt deel uit van het arrondissement Ambert.

## Geografie
De oppervlakte van Églisolles bedraagt 21,3 km², de bevolkingsdichtheid is 11,1 inwoners per km².
De onderstaande kaart toont de ligging van Églisolles met de belangrijkste infrastructuur en aangrenzende gemeenten.

## Demografie
Onderstaande figuur toont het verloop van het inwonertal (bron: INSEE-tellingen).